# Сосновский, Алексей Васильевич
Алексе́й Васи́льевич Сосно́вский (30 марта 1923 — 7 августа 1943) — участник Великой Отечественной войны, командир пулемётного взвода 257-го гвардейского стрелкового полка 65-й гвардейской стрелковой дивизии 10-й гвардейской армии Западного фронта, гвардии лейтенант. Герой Советского Союза.

## Биография
Алексей Васильевич Сосновский родился 30 марта 1923 года в селе Беляны Могилёв-Подольского района Винницкой области Украинской ССР. Его детство и юность прошли в Красноярске. Учился в железнодорожном училище.
В 1942 году был призван в Рабоче-крестьянскую Красную армию и направлен в Красноярскую школу военных техников.
Осенью 1942 года в звании сержанта был зачислен командиром пулемётного взвода в 75-ю Сталинскую добровольческую отдельную стрелковую бригаду, которая в апреле 1943 года была преобразована в 65-ю гвардейскую стрелковую дивизию. Позднее получил офицерское звание.
Сосновский 7 августа 1943 года с шестью бойцами своего взвода первым ворвался на высоту 233,3. Ими было уничтожено четыре немецких миномёта, три пулемёта и расчёт 37-миллиметровой пушки, которую они захватили и использовали против немцев. Взвод Сосновского был окружён немцами, все шесть бойцов были либо ранены, либо убиты, а Сосновский продолжал вести бой. Из своего пулемёта он лично уничтожил более 60 немецких солдат и офицеров, а в рукопашной схватке убил четырёх солдат и одного офицера. После окончания боеприпасов Сосновский последней гранатой подорвал себя.
Указом Президиума Верховного Совета СССР от 3 июня 1944 года за образцовое выполнение боевых заданий командования на фронте борьбы с немецко-фашистскими захватчиками и проявленные при этом мужество и героизм гвардии лейтенанту Сосновскому Алексею Васильевичу присвоено звание Героя Советского Союза (посмертно).
Сосновский был похоронен в братской могиле на Гнездиловской высоте в Спас-Деменском районе (ныне — Калужской области).

## Награды
- Медаль «Золотая Звезда» Героя Советского Союза (03.06.1944);
- орден Ленина (03.06.1944);
- орден Красной Звезды;
- медаль «За боевые заслуги».

## Память
- Его именем названа улица в Советском районе Красноярска.